# ديمبا فـان ليوين
ديمبا فـان ليوين (بالهولندية: Demba van Leeuwen)‏ هو لاعب كرة قدم هولندي في مركز الهجوم، ولد في 19 أكتوبر 2000 في أمستردام في مملكة هولندا. لعب مع نادي دوردريخت.

## وصلات خارجية
- ديمبا فـان ليوين على موقع ناشيونال فوتبول تيمز (الإنجليزية)